# Anthacanthus
Anthacanthus es un género de plantas fanerógamas perteneciente a la familia Acanthaceae. El género tiene 17 especies de hierbas.

## Especies seleccionadas
- Anthacanthus acicularis
- Anthacanthus armatus
- Anthacanthus bispinosus
- Anthacanthus cuneatus
- Anthacanthus cuneifolius
- Lista completa

## Sinonimia
- Oplonia Raf.